# Giacomo Barucco
Giacomo Barucco (Rovato, 1582 – dopo il 1630) è stato un pittore italiano del XVII secolo attivo a Brescia nei primi tre decenni del 1600.

## Biografia
Viene spesso confuso con i pittori contemporanei Antonio Gandino e Camillo Rama. Fu attivo essenzialmente a Brescia e l'unica opera giunta ai nostri giorni è un Inferno, fino a qualche tempo addietro nella chiesa di Sant'Afra. L'opera è firmata "Pets. Iac. Barucchus 1630". Altre opere a lui attribuite, ma delle quali non vi è più alcuna traccia, sono un Cristo deposto con due angeli e due santi, Gesù al Calvario, Le Sibille e un San Giovanni Battista affreschi realizzati in diverse chiese di Brescia.